# Läen
Läen är en sjö i Emmaboda kommun och Lessebo kommun i Småland och ingår i Ronnebyåns huvudavrinningsområde. Sjön är 14,5 meter djup, har en yta på 10,9 kvadratkilometer och befinner sig 167 meter över havet. Vid provfiske har bland annat abborre, braxen, gädda och gös fångats i sjön.

## Delavrinningsområde
Läen ingår i det delavrinningsområde (629156-146854) som SMHI kallar för Utloppet av Läen. Medelhöjden är 177 meter över havet och ytan är 45,89 kvadratkilometer. Räknas de 2 avrinningsområdena uppströms in blir den ackumulerade arean 137,93 kvadratkilometer. Lesseboån (Fagerhultsån) som avvattnar avrinningsområdet har biflödesordning 2, vilket innebär att vattnet flödar genom totalt 2 vattendrag innan det når havet efter 86 kilometer. Avrinningsområdet består mestadels av skog (67 procent). Avrinningsområdet har 10,99 kvadratkilometer vattenytor vilket ger det en sjöprocent på 23,9 procent.

## Fisk
Vid provfiske har följande fisk fångats i sjön:
- Abborre
- Braxen
- Gädda
- Gös
- Lake
- Mört
- Sik
- Siklöja